# Hans Heinrich von Twardowski
Hans Heinrich von Twardowski (5 de maio de 1898 — 19 de novembro de 1958) foi um ator alemão que atuou no cinema.
Twardowski nasceu em Stettin, Alemanha (atualmente Szczecin, na Polônia). Fez sua primeira atuação no cinema em 1920 no filme de terror Das Cabinet des Dr. Caligari, dirigido por Robert Wiene e estrelado por Conrad Veidt, Werner Krauss e Lil Dagover. Iria continuar a atuar em mais de vinte filmes na República de Weimar, durante a década de 1920. Em 1921, Twardowski retratou Joshua Nesbitt, enteado de Horatio Nelson, no filme Lady Hamilton, e no ano seguinte atuou em Der Falsche Dimitri e Es leuchtet meine Liebe.
Em 1927, atuou em Die Weber, a respeito do homem lutando contra máquinas. No ano seguinte, atuou no suspense Spione, de Fritz Lang. Um ano depois, retratou Otto von Wittelsbach, irmão mais novo do "Rei Cisne" Luís II, no filme mudo histórico Ludwig der Zweite, König von Bayern.